# Vladímir Sxerbàtxov
Vladímir Sxerbàtxov (rus: Владимир Щербачёв)  (Varsòvia, 12 de gener de 1887 (Julià) - Sant Petersburg, 5 de març de 1952), nom complet amb patronímic Vladímir Vladímirovitx Sxerbàtxov (rus: Влади́мир Влади́мирович Щербачёв) fou un compositor soviètic.

## Biografia
Nascut a Varsòvia (actual Polònia). El 1906-1910 va estudiar a la Facultat de Dret i a la Facultat d'Història i Filologia de la Universitat de Sant Petersburg, després al Conservatori de Sant Petersburg fins al 1914, estudiant composició amb M. O. Steinberg. Al mateix temps, Sxerbàtxov va treballar com a pianista-concertino a la companyia teatral Diaguilov. Al mateix temps, va prendre lliçons d'I. A. Brovka (piano), V. P. Kalafati (harmonia), N. N. Txerepnin (lectura de partitures).
El 1914-1917 va ser mobilitzat, servit a les unitats de rereguarda, a l'Escola de Conducció de Petrograd amb el grau d'ajudant. A l'escola de conducció, Sxerbàtxov va conèixer V.V. Maiakovski. Ja en aquella època, Sxerbàtxov era l'autor d'obres simfòniques que es representaven públicament. (En el període soviètic, les suites simfòniques Tempesta, rus: Гроза i Pere I, rus: Пётр I, que van sorgir de la música escrita pel compositor per a aquestes pel·lícules, es van fer molt conegudes a partir de les obres de V.V. Sxerbàtxov.)
El 1915, quan Maiakovski va conèixer Sxerbàtxov, el jove compositor li agradava la poesia d'A. Blok. Posteriorment, sobre els motius de la poesia de Blok, Sxerbàtxov va crear el seu cicle "Blok" de cambra simfònica. Malgrat l'enfocament diferent de Xxerbatxov i Maiakovski a la poesia de Blok, l'amor per ella els va apropar.
Maiakovski va compartir les seves idees literàries amb Sxerbàtxov, el va atreure al seu cercle de coneguts i el va portar als Briks. Per al poema de Maiakovski "Guerra i pau" de V.V. Sxerbàtxov va compondre una notació musical.
El 1918-1920 va ser el cap del departament musical del Teatre Mòbil, el 1918-1923 va ser el cap del departament de música del Comissariat Popular d'Educació. El 1921-1925, Sxerbàtxovv va ser investigador de l'Institut Rus d'Història de l'Art. El 1923-1931 i el 1944-1948 va ser professor de composició i professor al Conservatori Estatal N. A. Rimski-Kórsakov de Leningrad.
El 1931-1932 va ser professor al Conservatori de Tbilisi. Entre els estudiants de Sxerbàtxovv hi ha V. V. Voloixinov, Ou. V. Jelobinski, A. S. Jivotov, A. D. Kamenski, G. V. Kiladze, G. N. Popov, V. V. Puixkov, I. I. Tuskia, M. I. Txulaki.
President del Comitè d'Investigació de la RSFSR (1935-1937, 1944-1946). Va morir el 5 de març de 1952. Va ser enterrat a Sant Petersburg als ponts literaris del cementiri de Volkovski.

## Premis
- Orde de la Bandera Roja del Treball (1943)[4]

## Creació
L'obra de Sxerbàtxov és molt diversa en gèneres. Entre les seves obres destaquen l'òpera Anna Kolossova, la comèdia musical "Capità del tabac", rus: Табачный капитан. obres per a orquestra, per a piano, música per a obres de teatre i pel·lícules. Tenia previst escriure una òpera sobre Ivan el Terrible, però aquest pla no es va complir. El tema principal de la seva obra va ser el tema de la modernitat, que es mostra a les seves simfonies.
Les seves 5 simfonies van ser populars. També va ser popular la suite Tempesta de la música escrita per a la pel·lícula del mateix nom. També és l'autor de la música de la pel·lícula "Pere el Gran" (1937).

## Composicions
- Òpera "Anna Kolossova"
- La comèdia musical "Capità del tabac" (1942)

Simfonies
- 1r, d'una part (1913)
- 2n, amb solistes i cor (1926)
- 3r, Suite simfònica (1935)
- 4t, "Ijora", amb solistes i cor
- 5è, "Rus" (1948)

Obres per a orquestra:
- Quadres simfònics de Vegas (1910)
- Conte (1912)
- Processó (1912)
- 2 suites

Conjunts instrumentals de cambra
- Quartet de corda (1943, de la música a la pel·lícula "Pere el Gran")
- Nonet per a veu, flautes, arpes, piano, quartet de corda i ballarina plàstica (1919)

Composicions per a piano
- 2 sonates (1911, 1914)
- Suites:

- "Alegria inesperada" (1913)
- "Ficcions" (1921)
- "Invenció" (1926)

i etc.